# Alina Angerer
Alina Angerer (* 4. Februar 1998) ist eine deutsche Fußballspielerin, die als Mittelfeldspielerin aktiv ist und seit dem 1. Juli 2023 dem VfL Bochum – gegenwärtig in der 2. Bundesliga – angehört.

## Karriere

### Vereine
Angerer spielte im Alter von 17 Jahren bereits im Seniorinnenbereich Fußball. Sie gehörte von 2015 bis 2018 dem Dingolfinger Ortsteilverein SV Frauenbiburg in der drittklassigen Regionalliga Süd an, für den sie neun Tore in 46 Punktspielen erzielte. Ihre Premiere gab sie zum Saisonstart am 6. September 2015 beim 3:0-Sieg im Auswärtsspiel gegen FV Löchgau und ihr erstes Tor erzielte sie am 25. Oktober 2015 (7. Spieltag) beim 2:0-Sieg im Auswärtsspiel gegen den 1. FC Nürnberg mit dem Treffer zum 1:0 in der 35. Minute.
Von 2018 bis 2022 war sie Spielerin des MSV Duisburg, für den sie 51 Punktspiele in der Bundesliga bestritt und drei Tore erzielte. Ihr erstes von acht Saisonspielen in der höchsten Spielklasse hatte sie am 4. November 2018 (8. Spieltag) bei der 1:2-Niederlage im Heimspiel gegen den amtierenden Meister VfL Wolfsburg; ihr erstes Bundesligator erzielte sie am 12. Juni 2020 (19. Spieltag) bei der 1:5-Niederlage im Auswärtsspiel gegen den 1. FFC Frankfurt mit dem Treffer zum 1:3 in der 86. Minute. Ihre letzte Saison für den Verein fand Abstieg bedingt in der 2. Bundesliga statt, die sie mit zwei Toren in 18 Punktspielen beendete.
Im Anschluss spielte sie in der drittklassigen Regionalliga West für Borussia Bocholt, für den sie in der Saison 2022/23 25 von 26 Punktspielen bestritt und 15 Tore erzielte. Mit dem Abstieg ihrer Mannschaft verließ sie diese und fand mit dem VfL Bochum ihren neuen Verein. Mit 16 Toren in 24 Punktspielen hatte sie erheblichen Anteil an der regionalen Meisterschaft, gleichbedeutend mit dem Aufstieg in die 2. Bundesliga.

### Auswahlmannschaft
Angerer kam als Spielerin der U18-Auswahlmannschaft des Bayerischen Fußball-Verbandes vom 1. bis zum 4. Oktober 2015 im Turnier um den DFB-Länderpokal an der Sportschule Wedau in Duisburg zum Einsatz.

## Erfolge
VfL Bochum
- Meister Regionalliga West 2024 und Aufstieg in die 2. Bundesliga